# احمد سلیمان (بازیکن فوتبال، زاده ۱۹۸۷)
احمد سلیمان (انگلیسی: Ahmed Sulaiman؛ زادهٔ ۲۹ اوت ۱۹۸۷) بازیکن فوتبال اهل امارات متحده عربی است.